# Pasternik (Garb Tenczyński)
Pasternik – zalesione wzgórze o wysokości 317 m n.p.m. w województwie małopolskim. Znajduje się na Garbie Tenczyńskim na granicy miejscowości Wola Filipowska, w części wsi o nazwie Pasternik oraz Tenczynka przy ul. Do Rudna.